# Пангелова Тамара Федорівна
Тама́ра Фе́дорівна Панге́лова (Пангелова-Дунайська) (* 1943) — українська спортсменка-легкоатлетка; спеціалізувалася в бігу на середні дистанції.

## З життєпису
Народилася 1943 року в місті Полтава.
Здобула золоту нагороду Чемпіонату СРСР з легкої атлетики в приміщенні-1972 — дистанція 1500 метрів.
Посіла другу сходинку Чемпіонату СРСР з легкої атлетики в приміщенні-1973 — 1500 метрів
Чемпіонка УРСР з легкої атлетики-1969 — 1500 метрів та 1970 років — відстані 800 і 1500.
Чемпіонка УРСР з легкої атлетики-1976 та -1978 — легкоатлетичний крос 3000 метрів.
Переможниця Літньої Спартакіади УРСР-1971 — 1500 метрів.
Завоювала бронзову медаль на Чемпіонаті Європи 1971 року.
12 березня 1972 року встановила світовий рекорд.
Виграла золоту медаль на чемпіонаті Європи 1972 року у Греноблі.
Посіла сьоме місце на Олімпіаді в Мюнхені.